# Эхин

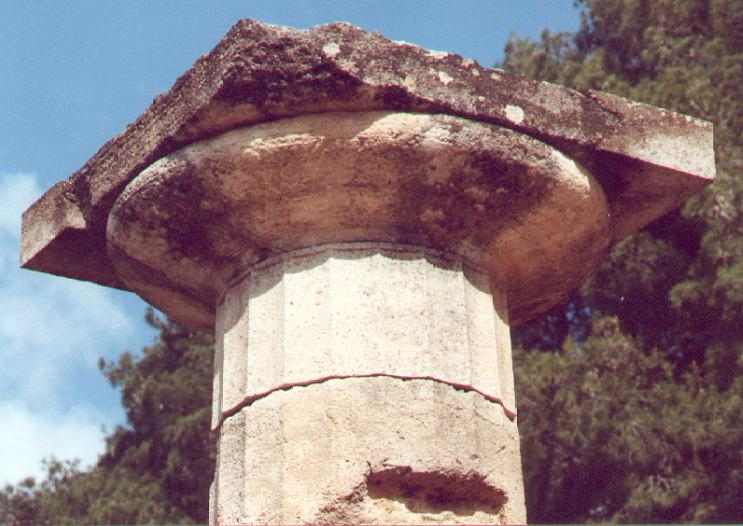
Эхин капители дорического ордера

Эхи́н (др.-греч. ἐχῖνος — «морской ёж») — нижняя часть капители, расположенная под абакой и являющаяся переходом от фуста (ствола) колонны к абаке. Древние греки эхином называли раковину морского ежа, которую они использовали в качестве сосуда или ёмкости для хранения документов тайного судопроизводства. Это название перенесли на архитектурную деталь. Эхин имеется в капителях всех классических ордеров, но выглядит по-разному. Наиболее заметен в дорическом ордере в виде округлой подушки зрительно «пружинящей» формы, в чём и заключается его художественное значение. Эхин выражает напряжённое движение от опоры к несомой части — антаблементу. Теоретик архитектуры итальянского Возрождения Л. Б. Альберти образно называл эхин дорической капители «чашей» (лат. lanx).

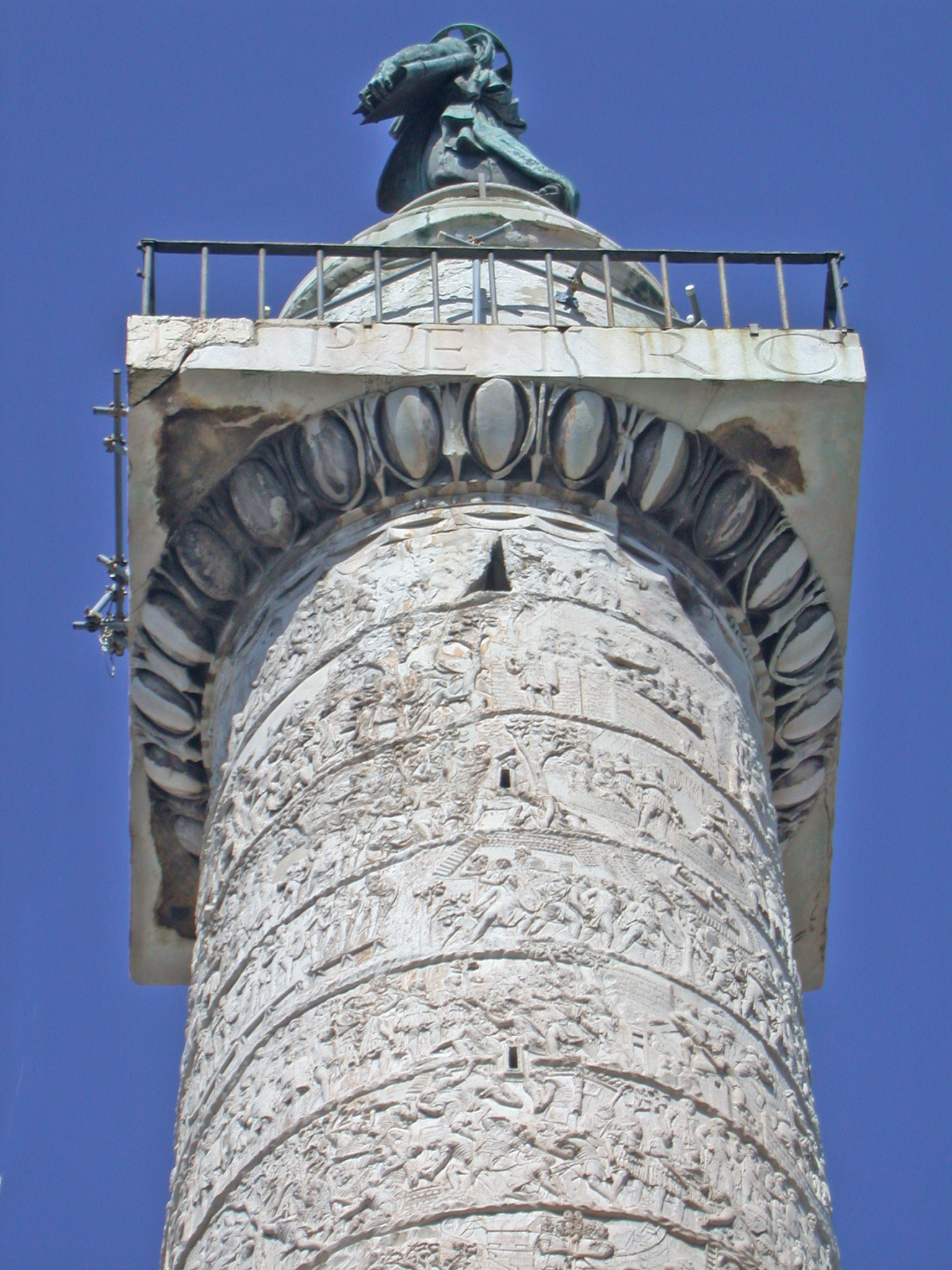
Эхин колонны Траяна

Прототипом дорической капители считается так называемая ахейская капитель, найденная в Тиринфе (нач. VII в. до н. э.). В ранней ахейской капители абака в два раза выше эхина, а эхин отделен от фуста (ствола) колонны глубокой бороздой, гипотрахелием (от греч. hypo — под и trachelos — шея). Гипотрахелий предназначен для предохранения каннелюр верхнего барабана колонны от сколов под капителью. В колоннах храма Геры в Олимпии (ок. 650 г. до н. э.) эти размеры сближаются, а вместо гипотрахелия появляются три «колечка» — аннули (лат. annuli), или аннелеты (фр. annelet  — «колечко»). На колоннах Парфенона афинского Акрополя (447—438 гг. до н. э.) таких аннелетов пять. В храме Зевса в Олимпии (471—456 гг. до н. э.) и в Парфеноне высота абаки и эхина равна. Такая капитель называется аттической. Ранняя напряжённая форма эхина постепенно сменяется более плавной. В Парфеноне, акропольских Пропилеях и в храме Афины в Тегее (конец IV в. до н. э.) контур эхина представляет собой почти прямую линию, только вверху, у самой абаки, она делает короткий изгиб. В поздних сооружениях дорийского стиля IV—III вв. до н. э. профиль эхина окончательно теряет упругость и вырождается в безжизненный конус.
В ионическом ордере эхин имеет вид сложнопрофилированной тонкой полочки. Характерным примером соединения в одной композиции элементов разных ордеров являются образцы капителей дорического ордера, в эхин которых врезан пояс иоников — типичный элемент ионического стиля. Такие эхины имеются на колоннах Траяна (113 г.) и Марка Аврелия (176—193 гг.) в Риме, на Александровской колонне в Санкт-Петербурге (1829—1834).